# Hůrka (Včelákov)
Hůrka je osada, část městyse Včelákov v okrese Chrudim. Nachází se asi 2,5 km na východ od Včelákova. Prochází zde silnice II/355. V roce 2009 zde bylo evidováno 5 adres. V roce 2001 zde trvale žil jeden obyvatel
Hůrka leží v katastrálním území Příkrakov o výměře 2,57 km2.

## Galerie

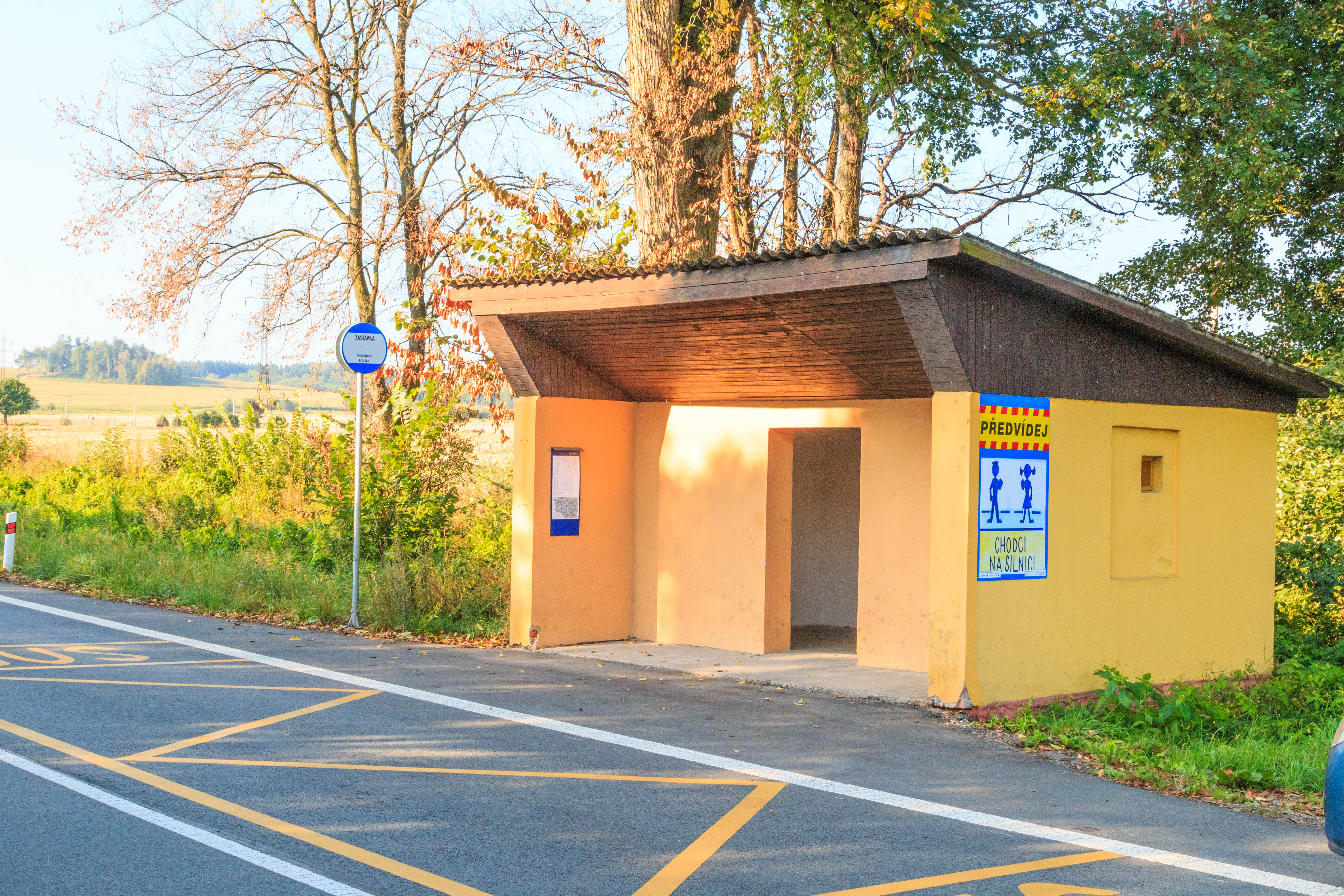
Hůrka zastávka
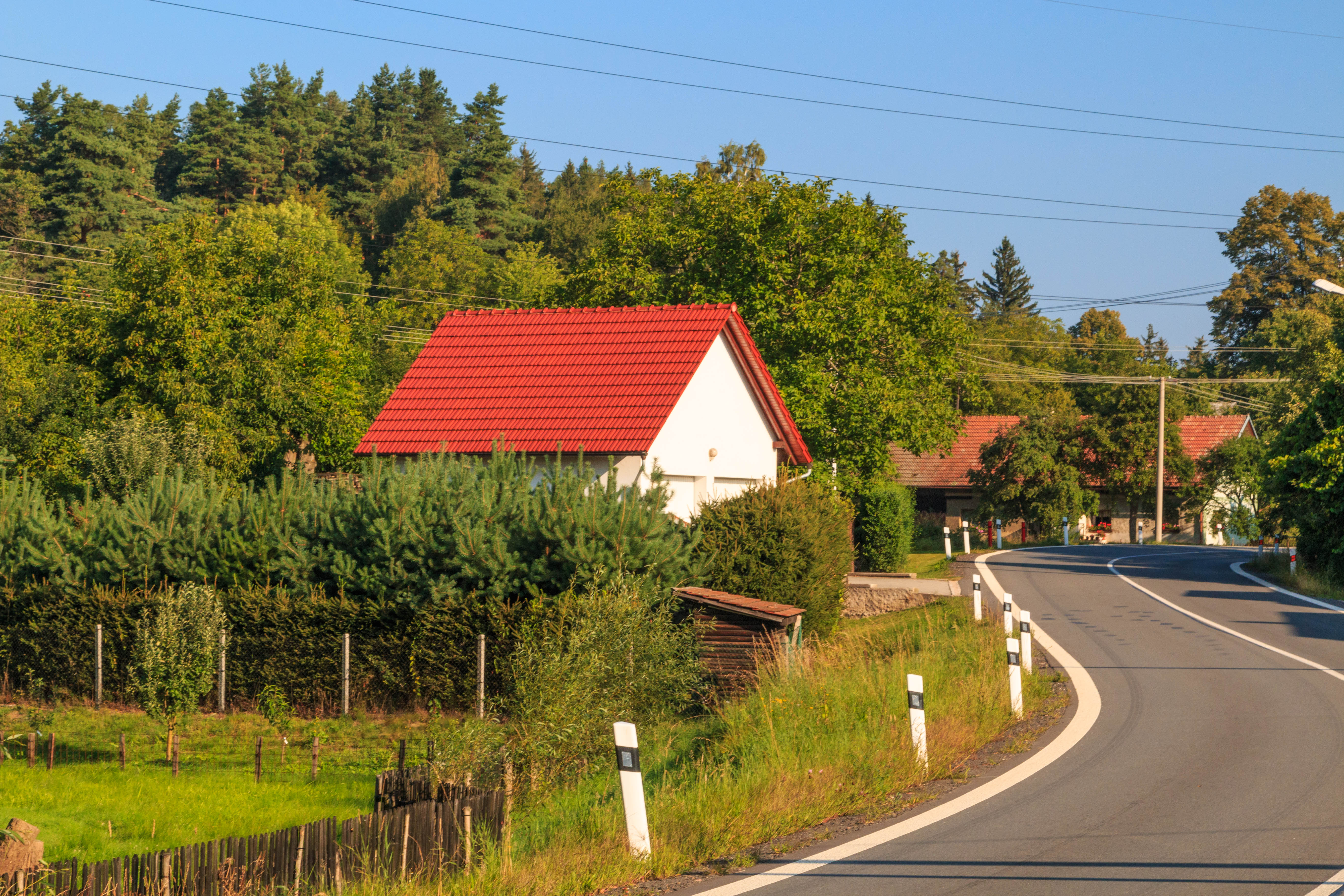
Hůrka čp. 5